# لي هانيي
لي هانيي (بالإنجليزية: Lee Haney)‏ ، لاعب كمال أجسام أمريكي . ولد في 11 نوفمبر 1959 في سبارتانبرج, أحد المحترفين في الاتحاد الدولي (IFBB)، تمكن من الفوز بلقب بطولة مستر أولمبيا 8 مرات متتالية من 1984 وحتى 1991، محطماً الرقم السابق لأرنولد شوارزنيجر بسبع مرات غير متتالية.

## الألقاب التي حصدها في مجال كمال الأجسام
- 1979 مستر أمريكا للمراهقين
- 1982 بطل العالم للهواة في وزن الثقيل
- 1983 بطولة إنجلترا  المركز الثاني
- 1983 الجائزة الكبرى لاس فيغاس المركز الأول
- 1983 بطولة ليلة الأبطال المركز الأول
- 1983 مستر اوليمبيا مركز ثالث
- 1984 مستر أولمبيا، الفائز
- 1985 مستر أولمبيا، الفائز
- 1986 مستر أولمبيا، الفائز
- 1987 الجائزة الكبرى ألمانيا، الفائز
- 1987 مستر أولمبيا، الفائز
- 1988 مستر أولمبيا، الفائز
- 1989 مستر أولمبيا، الفائز
- 1990 مستر أولمبيا، الفائز
- 1991 مستر أولمبيا، الفائز

## مواضيع متعلقة
- كمال أجسام

## روابط خارجية
- لي هانيي على موقع IMDb (الإنجليزية)